# 798
Năm 798 là một năm trong lịch Julius.